# Sharknado: The 4th Awakens
Sharknado: The 4th Awakens is een Amerikaanse rampenfilm/actiekomedie/sciencefictionfilm uit 2016 van The Asylum en Syfy Films. De televisiefilm is het vierde deel in de Sharknado-filmreeks, na Sharknado, Sharknado 2: The Second One en Sharknado 3: Oh Hell No!. De film werd op 31 juli 2016 op Syfy uitgezonden en werd geregisseerd door Anthony C. Ferrante, waarbij Ian Ziering, Tara Reid, David Hasselhoff en Ryan Newman hun rollen uit de vorige films opnieuw vertolken. Tommy Davidson, Masiela Lusha, Imani Hakim, Cheryl Tiegs en Gary Busey vervoegen de cast van deze vierde Sharknado-film. 

## Verhaal
Na vijf jaar van relatieve rust moeten Fin Shepard en zijn bondgenoten het opnemen tegen een groep sharknadovarianten, zoals tornado's gevuld met koeien, hagel of vuur, die op de meest onverwachte plaatsen opduiken.

## Rolverdeling
| Acteur           | Personage             |
| ---------------- | --------------------- |
| Ian Ziering      | Finley 'Fin' Shepherd |
| Tara Reid        | April Wexler          |
| Tommy Davidson   | Aston Reynolds        |
| Masiela Lusha    | Gemini                |
| Cody Linley      | Matt Shepard          |
| David Hasselhoff | Gilbert Grayson       |
| Imani A. Hakim   | Gabrielle             |
| Ryan Newman      | Claudia Shepard       |
| Cheryl Tiegs     | Raye Shepard          |
| Gary Busey       | Wilford Wexler        |

## Trivia
- De filmtitel, poster en intro zijn een parodie zijn op de film Star Wars: The Force Awakens uit 2015.[1]